# Tetramorium obtusidens
Tetramorium obtusidens är en myrart som beskrevs av Hugo Viehmeyer 1916. Tetramorium obtusidens ingår i släktet Tetramorium och familjen myror. Inga underarter finns listade i Catalogue of Life.